# Karel Anděl (astronom)
Karel Anděl (28. prosinec 1884, Modřany – 17. březen 1948, Praha) byl český astronom, povoláním učitel. V roce 1917 se stal spoluzakladatelem České astronomické společnosti. Zabýval se hlavně kartografií měsíčního povrchu, nakreslil světoznámou mapu Měsíce Mappa Selenographica (1926). Byl po něm pojmenován jeden z kráterů na přivrácené straně Měsíce.

## Život
Karel Anděl se nezabýval pouze astronomií, i když té věnoval obrovské množství času a jejímž zájmům podřizoval zájmy osobní. Kromě ní se s velkým zanícením věnoval myslivosti a rybaření. Zabýval se fotografií – experimenty s různými vývojkami a chemikáliemi pro fotografování astronomických objektů. Byl i vášnivým kuchařem.
v astronomii soustředil zejména na pozorování a později kartografii Měsíce. Byl vybaven mimořádným kreslířským nadáním a velkou trpělivostí spojenou s precizní důkladností. První Andělova mapa o průměru 40 cm byla určena pouze k přehlednější orientaci na měsíčním povrchu. Stěžejním Andělovým dílem byla slavná Mappa Selenographica vydaná v roce 1926.
Mapa o průměru 60 cm byla zhotovena ve dvojím provedení, jednou v černé barvě bez popisu, podruhé v sepiové barvě s názvoslovím.
Během druhé světové války začal Anděl pracovat na souboru 13 podrobných map zahrnujících celý měsíční povrch. Po mnoha letech práce, když dokončil 8 listů tohoto díla, však náhle zemřel.
Urna s jeho popelem je uložena v pilíři hlavního dalekohledu Štefánikovy hvězdárny v Praze.

## Dílo
- Mappa Selenographica, 1926, Praha.

## Ocenění a pocty
Následující astronomické objekty byly pojmenovány po něm:
- kráter Anděl na Měsíci
- asteroid 1997 AK18 byl pojmenován 22465 Karelanděl

jiné:
- v roce 1943 mu byla udělena Nušlova cena
- v roce 2019 mu byl odhalen památník v Parkovém muzeu Staré Modřany v Praze, součástí památníku je 5m velký betonový reliéf úplňku, 2m velká mozaika hvězdné oblohy, dalekohled a betonové křeslo
- byl též zvolen za zahraničního člena Francouzské akademie věd.[3]